# Pectinidia silvicola
Pectinidia silvicola är en fjärilsart som beskrevs av Holloway 1977. Pectinidia silvicola ingår i släktet Pectinidia och familjen nattflyn. Inga underarter finns listade i Catalogue of Life.